# III. třída okresu Pelhřimov 2003/2004
V soubojích fotbalové III. třídy okresu Pelhřimov 2003/2004, jedné ze skupin 9. nejvyšší fotbalové soutěže, se utkalo 14 týmů dvoukolovým systémem podzim – jaro. Tento ročník skončil v červnu 2004. Do  II. třídy okresu Pelhřimov 2004/2005 postoupily první dva týmy SK Horní Ves a TJ Sokol Hořepník, do IV. třídy okresu Pelhřimov 2004/2005 sestoupil poslední tým Zálesí Komorovice. Předposlední tým TJ Nová Včelnice „B“ se do dalšího ročníku nepřihlásil.

## Výsledná tabulka
| Poř. | Tým                      | Z  | V  | R | P  | VG  | OG  | B  |
| ---- | ------------------------ | -- | -- | - | -- | --- | --- | -- |
| 1.   | SK Horní Ves             | 26 | 22 | 2 | 2  | 117 | 25  | 68 |
| 2.   | TJ Sokol Hořepník        | 26 | 17 | 3 | 6  | 83  | 10  | 54 |
| 3.   | AFK Střepina Pelhřimov   | 26 | 17 | 2 | 7  | 99  | 52  | 53 |
| 4.   | TJ Sokol Božejov         | 26 | 15 | 5 | 6  | 68  | 32  | 50 |
| 5.   | FK Maraton Pelhřimov „B“ | 26 | 14 | 4 | 8  | 90  | 52  | 46 |
| 6.   | Blaník Načeradec         | 26 | 12 | 7 | 7  | 59  | 41  | 43 |
| 7.   | TJ Sokol Vyskytná        | 26 | 12 | 6 | 8  | 62  | 61  | 42 |
| 8.   | TJ Sokol Plačkov „B“     | 26 | 10 | 5 | 11 | 51  | 63  | 35 |
| 9.   | Vysočina Petrovice       | 26 | 9  | 3 | 14 | 53  | 66  | 30 |
| 10.  | Strážiště Velká Chyška   | 26 | 8  | 5 | 13 | 50  | 70  | 29 |
| 11.  | SK Jiřice „B“            | 26 | 6  | 4 | 16 | 53  | 84  | 22 |
| 12.  | ZD Nová Cerekev          | 26 | 5  | 4 | 17 | 32  | 90  | 19 |
| 13.  | TJ Nová Včelnice „B“     | 26 | 4  | 5 | 17 | 41  | 95  | 17 |
| 14.  | Zálesí Komorovice        | 26 | 3  | 1 | 22 | 28  | 115 | 10 |

Poznámky:
- Z = Odehrané zápasy; V = Vítězství; R = Remízy; P = Prohry; VG = Vstřelené góly; OG = Obdržené góly; B = Body; (S) = Mužstvo sestoupivší z vyšší soutěže; (N) = Mužstvo postoupivší z nižší soutěže (nováček)

|  | Postup do II. třídy okresu Pelhřimov 2004/2005 |
|  | Sestup do IV. třídy okresu Pelhřimov 2004/2005 |